# 德林斯基冰川
德林斯基冰川（英語：Delinski Glacier），是南極洲的冰川，位於維多利亞地的斯科特海岸，最終在麥卡利斯特山和普倫蒂斯高原之間注入萊特上冰川，現時由南極條約體系管理。